# Thomas Carleton
Pour les articles homonymes, voir Carleton.
Thomas Carleton (vers 1735-1817) était un militaire et un administrateur colonial britannique qui fut lieutenant-gouverneur du Nouveau-Brunswick.

## Biographie
Thomas Carleton naît vers 1735 en Irlande dans une famille de tradition militaire et est le frère de Guy Carleton, lui-même militaire et administrateur colonial. 
Il entre très tôt dans l'armée britannique, est nommé aspirant et participe à la guerre de Sept Ans, puis à la guerre russo-turque de 1768-1774. Il est muté en 1776 à Québec comme lieutenant-colonel et y retrouve son frère Guy, devenu Gouverneur général du Canada et qui faisait face à l'Armée continentale qui avait envahi le Canada. 
Il retourne ensuite en Angleterre en 1782 ou 1783, mais revient au Canada pour prendre le poste nouvellement créé de Lieutenant-gouverneur du Nouveau-Brunswick le 20 mai 1786. Il œuvre alors à redynamiser la colonisation de la province et à faciliter l'établissement des réfugiés loyalistes après la Guerre d'indépendance des États-Unis.
Toujours en fonction bien que résidant en Angleterre depuis 1805, il meurt le 2 février 1817.

## Divers
Le Mont Carleton, plus haute montagne du Nouveau-Brunswick, est nommé ainsi en son honneur.